# María Isabel Rodríguez
María Isabel Rodríguez, née le 5 novembre 1922 à San Salvador, est une médecin, universitaire et femme politique salvadorienne. 
Élue députée en 1956, elle est l'une des premières femmes à entrer à l'Assemblée législative du Salvador. Pour l'Organisation panaméricaine de la santé et l'Organisation mondiale de la santé, elle œuvre au développement de centres médicaux et scientifiques dans les pays d'Amérique latine. Elle est recteur de l'université du Salvador pendant huit ans. 
Nommée ministre de la Santé du Salvador en 2009, elle réforme le système de soins dans le pays et occupe ce poste jusqu'en 2014. Elle est ensuite conseillère présidentielle en matière de santé et d'éducation.

## Biographie

### Docteur en médecine
María Isabel Rodríguez naît à San Salvador, au Salvador, le 5 novembre 1922,. Elle obtient son diplôme de médecine à l'université du Salvador en 1949, bien que le doyen de l'université la mette en garde contre l'exercice d'une telle « profession d'homme ». Elle obtient ensuite des diplômes de troisième cycle en cardiologie et en sciences physiologiques au Mexique.
Elle retourne en 1954 à son université d'origine et entame une carrière de physiologiste cardiovasculaire et de chercheuse biomédicale,.

### Carrière politique
En mai 1956, María Isabel Rodríguez est élue députée à l'Assemblée législative du Salvador, elle est l'une des quatre premières femmes à entrer à l'Assemblée. Mais elle démissionne de l'Assemblée législative huit mois plus tard, en janvier 1957.
María Isabel Rodríguez revient à la politique plus de trente ans après, lorsqu'elle est nommée en 2009 ministre de la Santé du Salvador. Elle est appréciée pour sa mise en place de la réforme des soins de santé dans le pays.
À la fin de son mandat ministériel en 2014, elle est nommée conseillère présidentielle pour la santé et l'éducation. Elle œuvre pour parvenir à une couverture sanitaire universelle et à une éducation universelle de haute qualité dans le pays.

### Carrière académique
María Isabel Rodríguez est nommée en 1967 doyenne de la faculté de médecine de l'université du Salvador, jusqu'en 1971. Elle quitte le Salvador en 1972, après une intervention militaire dans l'université, qui est un prélude à la guerre civile salvadorienne.
Elle travaille alors de 1972 à 1994 comme consultante pour l'Organisation panaméricaine de la santé et l'Organisation mondiale de la santé. Elle aide au développement de centres d'enseignement et de recherche, à l'installation de programmes sanitaires et scientifiques, dans les pays d'Amérique latine, notamment au Mexique, en République dominicaine et au Venezuela,. De 1985 à 1994, elle est consultante pour le programme international de formation en santé, basé à Washington,.
María Isabel Rodríguez retourne en 1994 à l'université du Salvador, comme conseillère et comme professeur à la faculté de médecine. Tout au long de sa carrière, elle produit plus d'une centaine de publications dans les domaines de la biomédecine, de l'enseignement médical universitaire, de la santé internationale, des soins de santé primaires et de la politique universitaire,.
Elle est élue en 1999 recteur de l'université du Salvador, poste qu'elle occupe jusqu'en 2007. Elle est la première femme à occuper ce poste,,.

## Vie privée
María Isabel Rodríguez continue à vivre à San Salvador, au Salvador. Elle a eu 100 ans en novembre 2022.

## Prix et distinctions
L’Organisation panaméricaine de la santé et l'Organisation mondiale de la santé la nomment en 2015 « Héroïne de la santé publique des Amériques », leur plus haute distinction. Elle est docteur honoris causa d'une douzaine d'universités, dont l'université de Guadalajara et l'université d'Amérique centrale.